# 震盪波蠕蟲
Sasser蠕蟲，中文名为震荡波蠕蟲，也有人稱之為「殺手」蠕蟲。Sasser蠕蟲利用微软WindowsNT内核平台上的LSASS漏洞，随机的扫描其它网络中计算机的IP端口，然后进行传播。尽管可以利用防火墙阻止该電腦蠕蟲的传播，但安全专家建议，给系统打上MS04-011 （页面存档备份，存于）补丁是最根本的解决措施。
尽管该蠕蟲在Windows 2000、Windows XP上发作，不会感染安装Windows 95/98/Me操作系统的计算机，但可以在这些操作系统上运行，而成为传播源。
在该蠕蟲传播的几天内，相继出现了Sasser.B，Sasser.C，Sasser.D，Sasser.E，Sasser.F等变种蠕蟲。其中的变种 E和变种 F是编写者被逮捕之后出现的，因此，专家们普遍估计该蠕蟲的源代码已经外泄。
2004年5月7日，一位来自德国下萨克森州罗滕堡的18岁少年Sven Jaschan因涉嫌编写该蠕蟲而被捕。在接下来的讯问中，该少年已经承认此前的蠕蟲是他编写的。2005年7月8日，德国Verden市法院认定他制造震荡波蠕蟲，四次改变数据和三次对计算机实施破坏有罪，判处21个月的缓刑，在缓刑期间必须完成30个小时的感化工作。

## 受影响的操作系统
- Microsoft Windows NT Workstation 4.0 Service Pack 6a
- Microsoft Windows NT Server 4.0 Service Pack 6a
- Microsoft Windows NT Server 4.0终端服务器版Service Pack 6
- Microsoft Windows 2000 Service Pack 2, Microsoft Windows 2000 Service Pack 3，和Microsoft Windows 2000 Service Pack 4
- Microsoft Windows XP和Microsoft Windows XP Service Pack 1
- Microsoft Windows XP 64-Bit Edition Service Pack 1
- Microsoft Windows XP 64-Bit Edition Version 2003
- Microsoft Windows Server 2003
- Microsoft Windows Server 2003 64-Bit Edition

## 參閱
- 知名病毒及蠕蟲的歷史年表
- 电脑蠕蟲